# Clearance della creatinina
La clearance della creatinina o ClCr è un test che viene utilizzato per la valutazione della filtrazione glomerulare, attraverso il controllo dello smaltimento della creatinina. Una sostanza che viene filtrata dal glomerulo, ma non viene né secreta né riassorbita successivamente.
La creatinina è un prodotto di degradazione della fosfocreatina, presente nel tessuto muscolare scheletrico; è interamente escreta dai reni. Gli aumentati livelli di creatinina nel sangue indicano un malfunzionamento dei reni, in particolare un rallentamento del filtrato.

## Il test
L'esame per il controllo della ClCr è diviso in due parti:
- La raccolta delle urine delle 24 ore
- Il prelievo di un campione di sangue per determinare la creatininemia

Attraverso la raccolta simultanea dei due esami, si possono confrontare il livelli serici di creatinina con la quantità di creatinina escreta con le urine: tale metodica ci permette di avere informazioni più precise sulla funzione renale, rispetto alla sola creatininemia.

## Utilità del test
Il monitoraggio della ClCr è utilizzato per controllare la progressione e/o la stabilità delle patologie dei reni, in quanto la clearance ci dà la misura del sangue depurato dai reni in un minuto e permette di individuare, in base al suo valore, i pazienti che dovranno entrare in emodialisi o in dialisi peritoneale.
La ClCr si calcola con la seguente formula:
(creatinina urinaria · volume urinario) / creatinina serica = ClCr.
I valori normali vanno dagli 85 ai 125 mL/min: sono aumentati in gravidanza e diminuiti negli anziani e nei bambini.
Durante la raccolta delle urine delle 24 ore va ricordato al paziente che il campione deve essere tenuto a basse temperature per limitare i naturali processi biochimici (per es. i batteri possono scindere l'urea in ammoniaca e portare a un'alcalinizzazione delle urine, con possibili alterazioni dei risultati).